# American Journal of Mathematics
Pour les articles homonymes, voir AJM.
L'American Journal of Mathematics est une revue de mathématiques (en) bimestrielle publiée par Johns Hopkins University Press.

## Histoire
L'American Journal of Mathematics est la plus ancienne revue de mathématiques américaine publiée sans interruption. Elle a été fondée en 1878 à l'université Johns-Hopkins par James Joseph Sylvester, un mathématicien anglais qui en fut le rédacteur en chef, de sa création jusqu'en 1884. D'autres mathématiciens connus ont dirigé le comité éditorial ou en ont fait partie, notamment Oscar Zariski, Lars Ahlfors, Hermann Weyl, Wei-Liang Chow (en), Shiing-Shen Chern, André Weil, Harish-Chandra, Jean Dieudonné, Henri Cartan, Stephen Smale, Jun-Ichi Igusa (de) et Joseph Shalika (en).

## Champ et facteur d'impact
L'American Journal of Mathematics est une revue généraliste, portant sur tous les domaines importants des mathématiques contemporaines. Selon le Journal Citation Reports, son facteur d'impact en 2009 était de 1,337, ce qui le classe 22e sur les 255 revues de la catégorie « Mathématiques ».

## Éditeurs
En juin 2012, les éditeurs sont Christopher Sogge, éditeur en chef (université Johns-Hopkins), William Minicozzi II (université Johns-Hopkins), Freydoon Shahidi (en) (université Purdue) et Vyacheslav Shokurov (en) (université Johns-Hopkins).